# Lužianky
Lužianky é um município da Eslováquia, situado no distrito de Nitra, na região de Nitra. Tem 12,43 km² de área e sua população em 2018 foi estimada em 3.000 habitantes.

## Demografia
| Ano:        | 1994 | 2004   | 2014    | 2024    |
| ----------- | ---- | ------ | ------- | ------- |
| Broj ljudi: | 2374 | 2536   | 2890    | 3456    |
| Razlika:    |      | +6,82% | +13,95% | +19,58% |

| Ano:               | 2023 | 2024   |
| ------------------ | ---- | ------ |
| Número de pessoas: | 3338 | 3456   |
| Diferença:         |      | +3,53% |